# 生食 (ウマ)

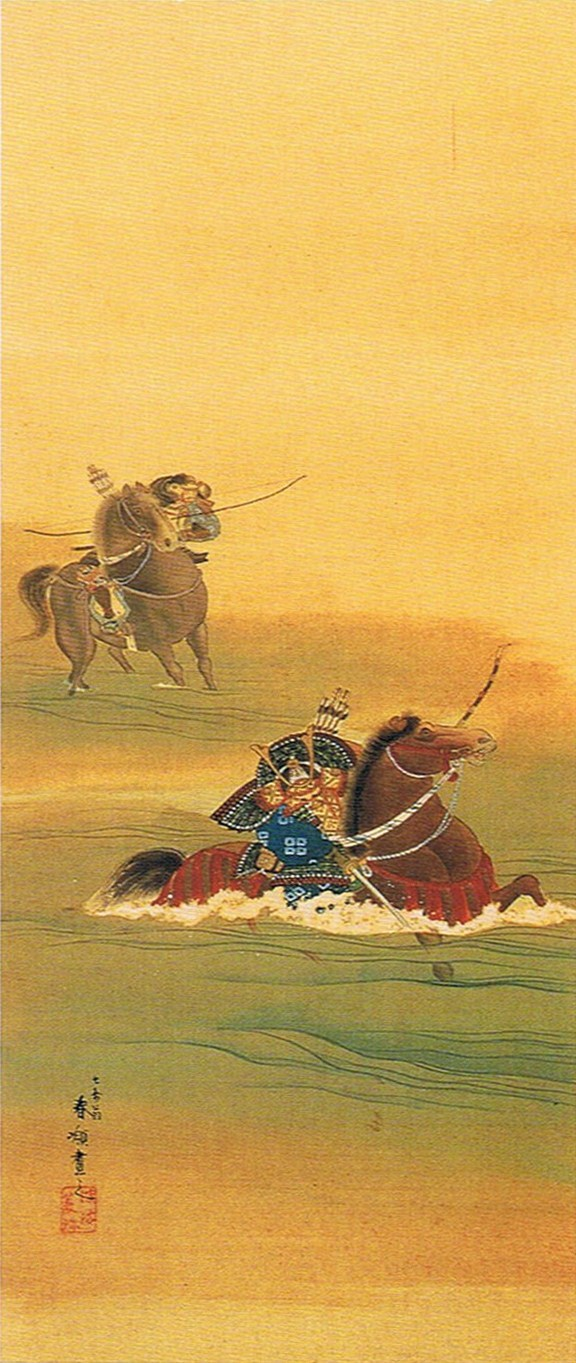
大塚春嶺 『宇治川先陣争図』　明治期の作。高松市歴史資料館蔵。
手前が佐々木高綱と生食。奥は梶原景季と磨墨。

生食（いけずき、同義同音異字: 生唼、同義異音異字: 池月［いけづき］、生月［いけづき］、生喰［いけづき］）は、源頼朝が持つ幾頭かの名馬（一個体）のうち、配下の梶原景季が切望したが、これを拒み、佐々木高綱に下げ渡したと伝わる馬。史実かどうかは定かでない。
梶原には摺墨（磨墨、する墨、するすみ）という黒馬が与えられ、佐々木と梶原は、木曽義仲討伐の宇治川の戦いにおいてこれらの馬に乗り先陣を争い、活躍した、と『平家物語』に伝わる。
『源平盛衰記』によれば、若白毛（ワカシラケ）〔ママ〕」を加えた三頭は、陸奥国三戸立の産（「生けずき」は七戸立の産だとも）され、奥州藤原氏が頼朝に献上したとされる。しかし、産地については、各国を主張する諸説あり。

## 語釈
「生けずき」は、人でも馬であたりやたらと噛みつく癖があることから命名されたと『源平盛衰記』にみえる。対となる磨墨（するすみ、以下参照は）は、漆黒な色ゆえの命名。
なお、「生けずき」は、黒栗毛で[四尺]八寸の高さ、尾の先が白い、と『源平盛衰記』に描写される。
池月は池に映る月に由来することから、勇躍した高綱と羨んだ景季の立場の違いに起因する異字と考えられる。

## 概要
源頼朝に献上された名馬である。頼朝の所有する代表的な名馬に生食と磨墨（するすみ、cf. 磨墨塚）の二頭がおり、（のおり、）梶原景季は頼朝に日頃から欲しいと思っていた生食を所望したところ、頼朝は磨墨ならばと同馬を与えた（『平家物語』）。ところが、後日、頼朝は生食を簡単に佐々木高綱に与えてしまった。馬が下されたのは木曽義仲討伐の折であり、のちに宇治川の戦い（1184年1月）では生食を駆る高綱が、磨墨を与えられた梶原景季と先陣争い（宇治川の先陣争い）を演じ、栄誉を勝ち取っている。
『平家物語』覚一本には、なぜ頼朝が梶原の切望を拒んで佐々木に「いけづき」を下げ渡したか、その理由を明らかにしていないが、それ以外の異本では理由が述べられており、すなわち"佐々木が亡父秀能の葬送中ではあったが、鎌倉殿の御前に遅ればせながら参じたその孝養ゆえ"である。
若白毛（わかしらげ/わかしらが/わかしろげ）三頭の記述が『源平盛衰記』にみえる。若白毛は、「鼻が強く人を[よく]釣るので」、「町君」の異名がついた、と記述される。
『吾妻鑑』にみとめられる史実では、佐々木高綱でなく佐々木盛綱ほうが、頼　朝に葦毛の馬を下賜されている（ただし物語より月日がくだる1184年12月藤戸合戦の折り）。一説では、本当に頼朝の寵愛を侍従として受けていたのでは、盛綱のほうであったとしたうえで、この史実を改作して高綱の褒美としたのが『平家物語』の「生ずきの沙汰」なのではないか、という見解を示す。

## 産地にまつわる諸説
東北から九州まで、日本の各地に生食（池月）の産地とする伝承がある。

### 東北地方
『源平盛衰記』には、「生接（イケヅキ）磨墨（スルスミ）若白毛（ワカシラケ）〔ママ〕」の三頭はいずれも陸奥国三戸立（さんのへたち）の産だが、生づきは七戸立とされている。奥州藤原の秀衡の子の元能冠者（もとよしかんじゃ）（藤原高衡）が頼朝に献上したという。
南部馬とされる。
宮城県大崎市の荒雄川（現在の江合川）上流、小黒ヶ崎山の麓には、かつて池月沼という三日月湖があり、ここで池月（生食）が生まれたという伝承がある。小黒ヶ崎山や池月沼は平安時代から数多く和歌に詠まれており、順徳院や藤原道家らの作品が『古今和歌集』、『続古今和歌集』、『新後撰和歌集』に収録されている。江合川は前九年の役の舞台になった地域で、上流域では蝦夷を率いた安倍頼時が朝廷軍を破ったという鬼切部の戦いがあったとも伝わる。当地の池月神社では馬の神が祀られていた。なお、付近には荒雄川神社が鎮座している。一帯は明治時代初期は池月村と称したが、周辺の村との合併により一栗村、岩出山町を経て現在は大崎市の一部になっている。

### 駿河・壱岐・対馬説
「いけ月」「する墨」ともに駿河（現・静岡県）安倍郡の産駒（の血統）だが、領内に（現・長崎県）壱岐石田郡に墨山という場所があり、頼朝の時代、そこに馬を蓄える者がおり、里伝によれば、ある牝馬が竜と交わって驪馬（くろうま）を産んだ。国司に報告し、頼朝に献上され「する墨」と名付けられた。牝馬も「龍化」と名付けらており、当地にその「する墨」の母馬の墓があった。この口承どおりならば「する墨」は壱岐産駒になるが、松浦静山は、『源平盛衰記』にある「陸奥国三戸立」の記述もさることながら、対馬国にも「する墨」を産したという伝が「津島記事」にみえ、諸説あって真相はわからないとしている。

### 山陰・隠岐
山陰地方（いまの鳥取県や島根県）はかつて日本の代表的な馬産地の一つであり、各地に生食（池月）の生産地とする伝承がある。
鳥取市と岩美町の境にあたる駟馳山（しちやま）もその一つで、山裾にはその石碑がある。ここでの伝承によると、幼いころに母馬を失い、母を探して山野を駆けまわったことで鍛えられた池月が頼朝に献上されたというものである。山はもともと「七夜山」（しちやま）と書いたが、池月にちなんで馬偏の漢字があてられて「駟馳山」となったという。
『倭訓栞』（18世紀、明治刊）によれば、隠岐の島の産だという言い伝えが残る。

### 下総説
古くから下総、現在の千葉県北部には馬牧（馬の放牧）が広がっており、軍馬の生産が行われていた（下総牧。cf. 諸国牧#牧と所在地の下総国）。
平安末期に八幡神の使いと信じられるほどの名馬が下総国葛飾郡内の牧（江戸幕府直轄の小金牧の前身となる牧場。現・柏市市内）で生まれ、「生食」と呼ばれて信仰を集めていた。これが源頼朝に献上されたものである。
現在においても白井市・柏市等の地域には生食に由来する神社が複数存在している。

### 安房説
鋸南町には源頼朝の安房上陸の際、池月を献上したという伝承がある。頼朝は池月を献上した人に「馬賀」の姓を与えたという。鋸南町の江月地区にはお礼に頼朝が舞を舞ったという「武台」という地名が残り、池月を繋いだ馬繋ぎ石も残っている。
江月地区の名前も池月が転訛したものだという。

### 東京・大田区
東京都大田区の千束八幡神社には池月発祥伝説が伝わる。源頼朝が再起の折、鎌倉へ向かう途中に、この地に陣を張っていたところ、どこからか現れた野馬がおり、これを郎党が捕らえ頼朝に献上した。身体に浮かぶ白い斑点が池に映る月影のようだったことから「池月」と名付け、自らの乗馬としたという。また、近隣にある東急大井町線の北千束駅はこの伝説にちなんで開業当初は「池月駅」と称した。

### 徳島県美馬市
徳島県美馬市の美馬町沼田地区の在所の飼い馬を母とし、半田の山の暴れ馬を父として生まれ育ったとする説があり、同地には1998年（平成10年）に開業した池月公園がある。